# Жольет
Жольет — город на юго-западе провинции Квебек, Канада. Город расположен примерно в 50 километрах к северо-востоку от Монреаля, на реке Л'ассомпсьон. В городе находится художественный музей, чьи произведения включают картины, скульптуры, и большая коллекция произведений искусства времён французского Средневековья.
В городе также расположены три франкоязычных вуза, одна англоязычная школа, три колледжа. Поселение было основано бизнесменом и промышленником Бартелеми Жольетом в 1823 году, статус города Жольет получил в 1863.
Экономика города состоит, главным образом, из промышленности и сферы услуг. В Жольете находится крупнейший в области производитель гравия — Graybec, который эксплуатирует огромный карьер недалеко от города.

## Учебные заведения
- Колледж Constituant de Joliette
- Средняя школа Thérèse-Martin
- Средняя школа Barthélemy-Joliette
- Высшая школа Joliette
- Академия Antoine-Manseau
- Начальная школа Les Mélèzes
- Начальная школа Saint-Pierre (Marie-Charlotte)